# Vito Spatafore
Vito Spatafore, Sr. fiktivni je lik iz HBO-ove televizijske serije Obitelj Soprano kojeg je glumio Joseph R. Gannascoli. On je bio član zločinačke obitelji DiMeo i podređeni Tonyju Sopranu. Bio je u braku s Marie Spatafore, s kojom je imao dvoje djece, Francescu i Vita, Jr., ali je istodobno bio prikriveni homoseksualac. To je otkriveno u petoj sezoni serije, a kasnije je priča postala jedna od središnjih tema serije.

## Životopis
Vito Spatafore prvi se put pojavljuje u epizodi "The Happy Wanderer" kao nećak mafijaša Richieja Aprilea i, kasnije, rođak Adriane La Cerve i Jackieja Aprilea, Jr. Vito je uključen u ekipu Aprile nakon što je Richie pušten iz zatvora te se nakon smrti kapetana Richieja Aprilea, Gigija Cestonea i Ralpha Cifaretta uzdignuo do kapetanskog statusa. Vitov lik temeljen je na Vitu Areni, homoseksualnom suradniku obitelji Gambino. 

### Otkrivanje tajne
Vitov tajni identitet pritajenog homoseksualca otkriven je u epizodi pete sezone "Unidentified Black Males". Dečko Meadow Soprano, Finn De Trolio, dobiva posao na Vitovu gradilištu od strane Tonyja. Jednog jutra, nakon što je Finn uranio na posao, ugleda kako Vito oralno zadovoljava zaštitara. Međutim, Vito kasnije prestraši Finna da drži jezik za zubima. Kasnije poziva Finna na bejzbolsku utakmicu, ali se ovaj, prestrašen, ne pojavljuje.
Nakon vjenčanja kćeri Johnnyja Sacka, Allegre, Vito obavještava svoju suprugu kako ide u redovitu rutu prikupljanja novca. Kasnije te večeri, došavši po svoje redovite iznose gay baru, dvojica vojnika iz obitelji Lupertazzi ugledaju Vita kako odjeven u kožno odijelo pleše s drugim muškarcem. Vito se pokuša izvući kako se radi o šali, ali dvojac ne nasjeda.

### Skrivanje
Prestrašen mogućim posljedicama, Spatafore se daje u bijeg te odsjeda u New Hampshireu gdje pokušava započeti novi život daleko od mafije. Predstavlja se kao "Vince" i tvrdi kako je pisac koji piše o talijanskim boksačima. Započinje vezu s Jimom Witowskim (ili 'Johnny Cakes'), skraćeno od short-order cook, kuharom u lokalnom restoranu koji je i član dobrovoljnog vatrogasnog društva. Iako je imao osiguran posao majstora, Vitu on ubrzo postaje naporan, a počinje se boriti i s alkoholizmom. Na kraju se odlučuje vratiti starom životu u New Jerseyju.

### Povratak u New Jersey
Po povratku, Spatafore dvoji da li da se obrati starim suradnicima iz mafije. Na kraju je u trgovačkom centru prišao Tonyju Sopranu. Ustvrdi kako su njegovo homoseksualno ponašanje izazvali lijekovi. Želeći "otkupiti" svoje staro mjesto u obitelji, on ponudi Tonyju 200.000 dolara i kaže kako će voditi obiteljski posao u Atlantic Cityju koji uključuje prostituciju i drogu. Tony dolazi u iskušenje, ali shvaća kako bi to izazvalo opći rat s Lupertazzijima. Šef obitelji Lupertazzi Phil Leotardo, nasilni homofob, traži Vitovu smrt, pa zato Tony potiho naređuje Carlu Gervasiju da ubije Vita. U međuvremenu, Vito se vraća obitelji. Djeci objašnjava kako je on CIA-in tajni agent i da se skrivao u Afganistanu, te ih upozori da nikome ne kažu.
Iste noći, Vito se vraća u svoj motel gdje ga zaskoče Phil Leotardo i dvojica njegovih vojnika, Gerry Torciano i "Fat Dom" Gamiello. Torciano i Gamiello pretuku Spataforea nasmrt dok Leotardo gleda.

## Ubojstva koja je počinio Vito Spatafore
- Jackie Aprile, Jr.: ustrijeljen u zatiljak zbog ubojstva Sunshinea, pokušaja ubojstva Christophera Moltisantija, Alberta Baresea i ranjavanja Furia Giunte (2001.).
- Civil: ustrijeljen u zatiljak zbog pozivanja policije i odbijanja uzimanja mita nakon što se pijani Spatafore autom zabio u njegov parkirani automobil (2006.).

## Vanjske poveznice
- Profil Vita Spataforea na hbo.com
- Vito Spatafore u internetskoj bazi filmova IMDb-u